# Torres Trango
As Torres Trango ou Trango Towers são um grupo de espiras de granito localizadas no lado norte do Glaciar Baltoro, Baltistão, uma zona dos Territórios do Norte do Paquistão. Fazem parte da Baltoro Muztagh, a uma subcordilheira do Karakoram. 
As Torres têm as escarpas mais difíceis de escalar no mundo. O seu ponto mais alto é a Great Trango Tower, com 6.286 m (20.608 ft). A face este da Great Trango Tower é a mais alta parede quase vertical do mundo.